# Lobelia sinaloae
Lobelia sinaloae là loài thực vật có hoa trong họ Hoa chuông. Loài này được Sprague mô tả khoa học đầu tiên năm 1929.